# Fulla

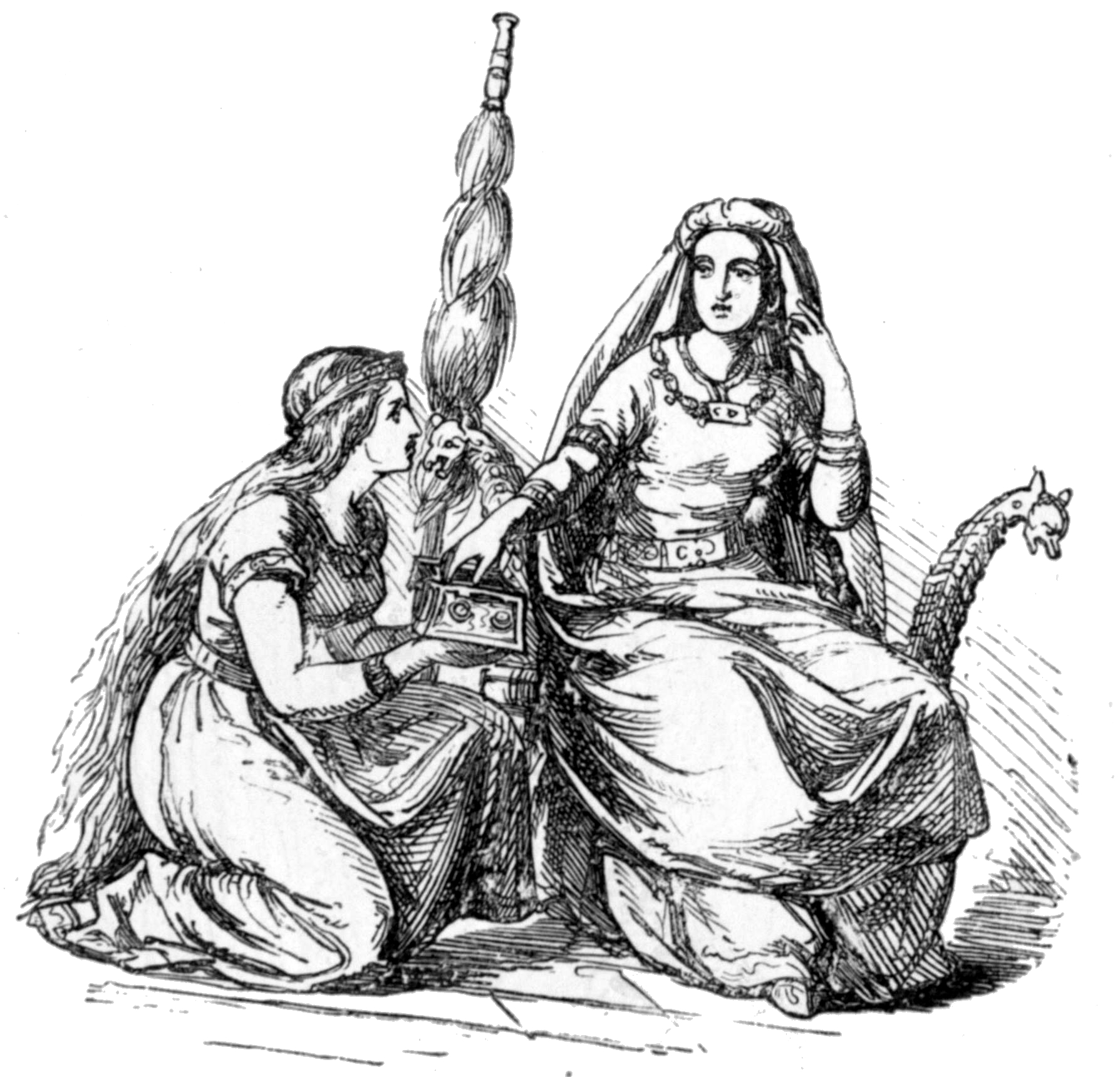
XIX-wieczna ilustracja klęczącej Fulli obok swej pani Friggi

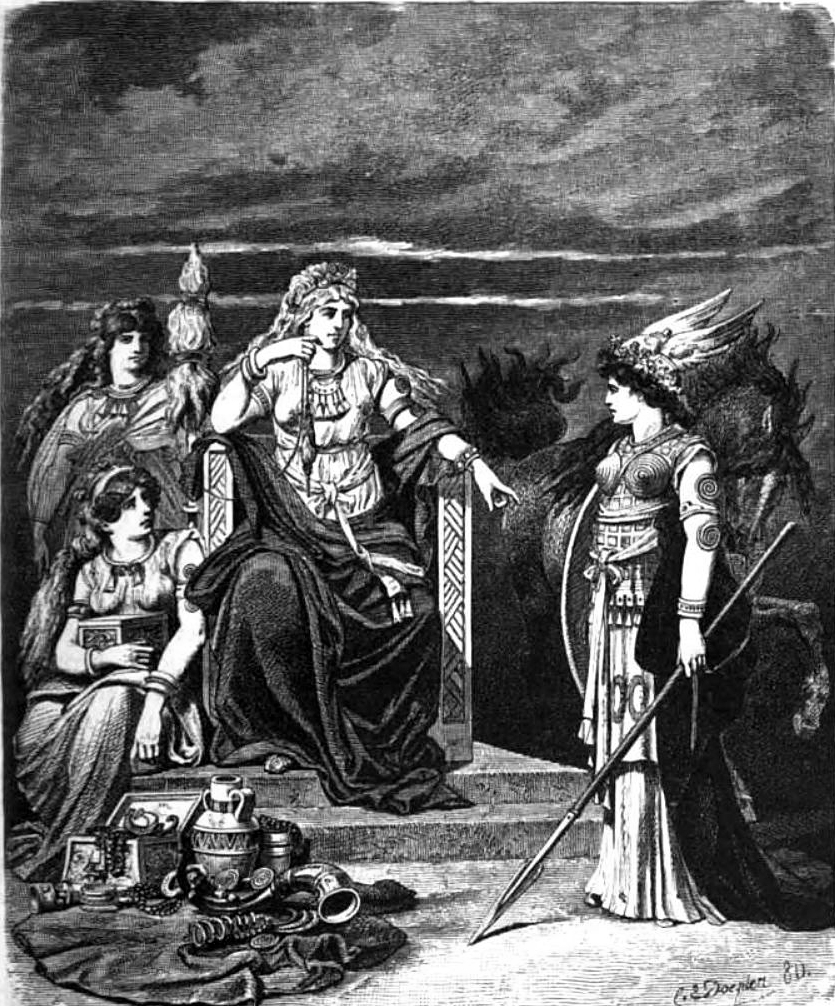
Fulla usługuje Frigg

Fulla lub Fylla – w mitologii nordyckiej bogini z rodu Azów, służąca bogini Frigg.
Jej imię pochodzi od słowa fullr, które oznacza pełny. Fulla została wyobrażona jako kobieta nosząca złotą opaskę. Snorri Sturluson napisał o niej w Eddzie młodszej.

## Fulla wEddzie
We wstępie do Eddy pt. Grímnismál Frigg zakłada się z Odynem o to, czy ludzie są gościnni. Frigg wysyła Fullę, żeby ostrzegła króla Geirroda, że Odyn w przebraniu maga odwiedzi go. Służka wykonuje polecenie, spotyka się z nim i ostrzega go.
W rozdziale 35 Gylfaginning Fulla zostaje wymieniona jako piąta bogini z rodu Azynów i opisana jako dziewica ze złotą opaską wokół swobodnie spływających włosów. Wspomniano również, że Frigg zwierza się służce ze swoich tajemnic.
W rozdziale 49 po śmierci Baldura i Nanny Hermóðr wybiera się do Hel, żeby prosić o ich uwolnienie. Bogini nie zgadza się, ale pozwala zmarłej parze przesłać dary. Wśród nich wymieniono pierścień dla Fulli.
W pierwszym rozdziale Skáldskaparmál Fulla jest wymieniona wśród ośmiu bogini uczestniczących w bankiecie dla Ägira.
W rozdziale siedemdziesiątym piątym tej samej księgi widnieje ostateczna wzmianka o Fulli, gdzie została wymieniona na liście dwudziestu siedmiu bogini.